# Aprosthema austriacum
Aprosthema austriacum är en stekelart som först beskrevs av Friedrich Wilhelm Konow 1892.  Aprosthema austriacum ingår i släktet Aprosthema, och familjen borsthornsteklar. Arten är reproducerande i Sverige.